# جامعة ساوة
جامعة ساوة هي جامعة أهلية تقع في مدينة السماوة في محافظة المثنى جنوب العراق، أسست سنة 2020. فيها العديد من الأقسام العلمية والإنسانية.

## الكليات والأقسام
- كلية التقنيات الصحية والطبية، وأقسامها:[2]
  - المختبرات الطبية
  - البصريات
  - الإدارة الصحية
  - تقنيات الأشعة
  - تقنيات التخدير
- كلية التربية، وأقسامها:
  - قسم اللغة الإنكليزية
  - قسم علوم القران
  - قسم اللغة العربية
- كلية القانون